# Lucian Goian
Lucian Goian (n. 10 februarie 1983, Suceava) este un fotbalist român care joacă pentru Mumbai City. Jucătorul evoluează pe postul de fundaș central și este fratele mai mic al fotbalistului Dorin Goian.
Goian și-a început cariera la Foresta Fălticeni, ca și fratele său mai mare, Dorin. În 2004 a ajuns la Ceahlăul Piatra Neamț, echipă pentru care a și debutat în Divizia A, în același an. A marcat pentru Ceahlăul în poarta Stelei. În vara anului 2004, Ceahlăul a retrogradat în Divizia B, dar Goian, și datorită golului în poarta Stelei, a fost cumpărat de Dinamo București. În 2006 a revenit la Ceahlăul, fiind împrumutat pentru un an și jumătate de Dinamo.
În 2007 a revenit la Dinamo, unde a devenit titular, însă și-a pierdut locul în primul 11 în urma unei accidentări suferite în martie 2010. S-a recuperat într-o perioadă de cinci luni și în august 2010 a revenit în lotul lui Dinamo.
Pe 7 septembrie 2010 a semnat un contract pe 2 sezoane cu Astra Ploiești.